# Sheykh Fāres
Sheykh Fāres är en ort i Iran.   Den ligger i provinsen Khuzestan, i den västra delen av landet, 500 km sydväst om huvudstaden Teheran. Sheykh Fāres ligger 36 meter över havet och antalet invånare är 495.
Terrängen runt Sheykh Fāres är mycket platt. Runt Sheykh Fāres är det ganska tätbefolkat, med 144 invånare per kvadratkilometer. Närmaste större samhälle är Kāz̧em Ḩamd, 5,6 km sydost om Sheykh Fāres. Trakten runt Sheykh Fāres är ofruktbar med lite eller ingen växtlighet.